# Kepler-28
2MASS J19283288+4225459 là một ngôi sao ở phía bắc chòm sao Thiên Nga. Nó được quay quanh bởi hai ngoại hành tinh. Nó nằm ở tọa độ thiên thể: Thăng thiên phải 19h 28m 32,8905s, Độ nghiêng +42°25′45,959″. Với độ lớn trực quan biểu kiến là 15.036, ngôi sao này quá mờ để có thể nhìn thấy bằng mắt thường.
| Thiên thể đồng hành (thứ tự từ ngôi sao ra) | Khối lượng       | Bán trục lớn (AU) | Chu kỳ quỹ đạo (ngày) | Độ lệch tâm | Độ nghiêng | Bán kính      |
| ------------------------------------------- | ---------------- | ----------------- | --------------------- | ----------- | ---------- | ------------- |
| b                                           | 8.8+3.8 −3.1 M🜨  | 0.062             | 5.9123                | —           | —          | 2.93± 0.46 R🜨 |
| c                                           | 10.9+6.1 −4.5 M🜨 | 0.081             | 8.9858                | —           | —          | 2.77± 0.44 R🜨 |